# Mohammed Bouyeri
Mohammed Bouyeri, född 8 mars 1978 i Amsterdam, Nederländerna, dömd till livstids fängelse för att han 2 november 2004 mördat filmregissören Theo van Gogh. Innehar både nederländskt och marockanskt medborgarskap. Han var medlem i Hofstadgroep.